# Galerías de la Ciudad de Buenos Aires
Las galerías de Buenos Aires son pasajes peatonales bajo techo de uso principalmente comercial que abundan principalmente en el microcentro de esta ciudad argentina, donde la densidad edilicia las hace convenientes, pero también se concentran en núcleos secundarios como los barrios de Caballito, Belgrano y San Telmo.

## Historia

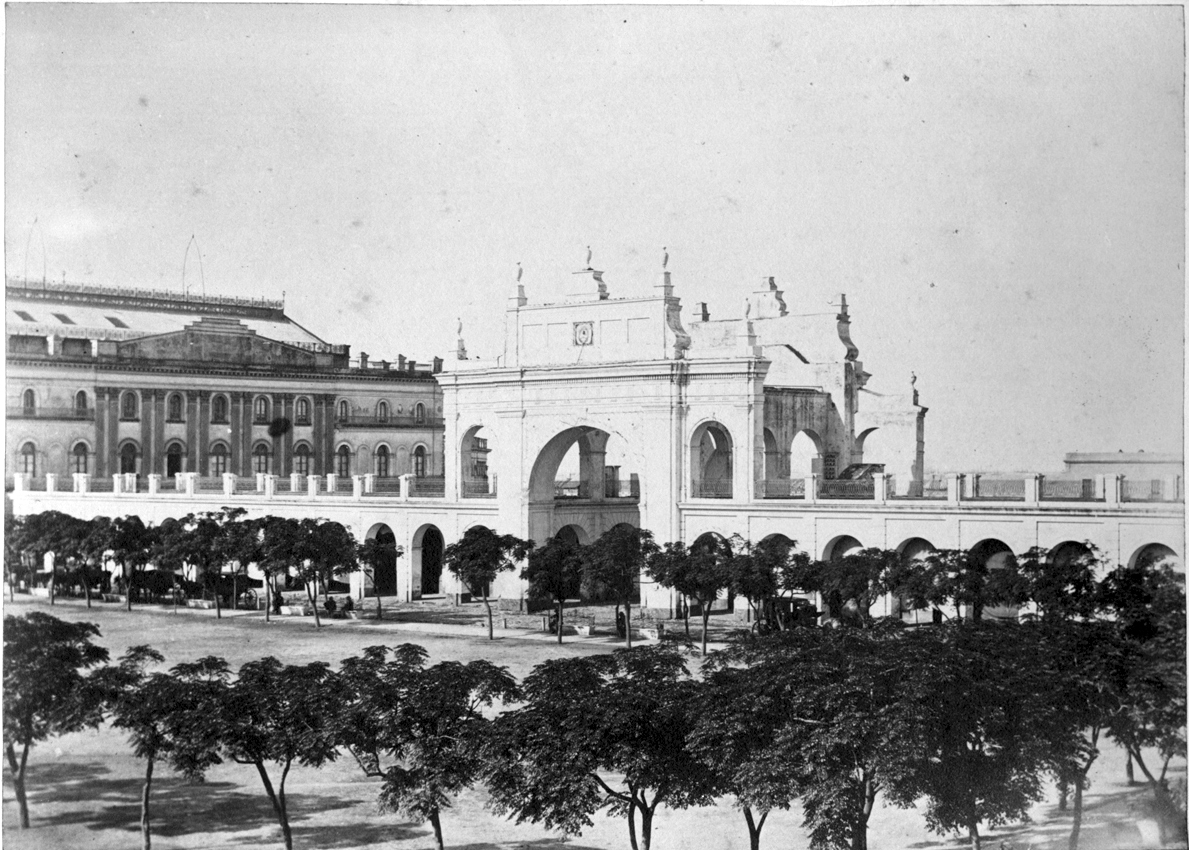
La Recova Vieja en 1864.

Dentro de la capital argentina las galerías surgieron a fines del siglo XIX, siguiendo la moda europea y principalmente italiana. Sin embargo, es posible encontrar algunos ejemplos anteriores que están más relacionados con la figura del mercado.

### Casos previos
El caso más antiguo es el de la Recova, construida entre 1802 y 1804. Se encontraba en el centro de la Plaza de Mayo, dividiéndola en dos partes, sobre el eje marcado por la actual calle Defensa. Sus 40 locales comerciales se ubicaban en arcadas y su gran arco central ofrecía protección de las lluvias y el sol.

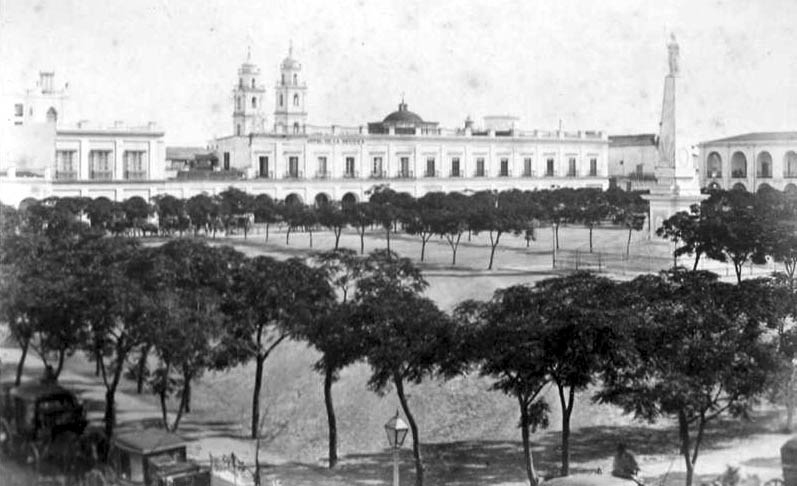
La Recova Nueva en 1864.

En 1818 se comenzó la construcción de un edificio de una sola planta sobre la calle Villota (hoy Hipólito Yrigoyen), también frente a la Plaza de Mayo. Se lo conoció como la Recova Nueva y subsistió hasta fines del siglo XIX, cuando fue reemplazado por edificios más modernos que sin embargo conservaron el detalle de la recova como recuerdo.

## La moda europea
El caso prototípico de la galería a la europea que primó en la segunda mitad del siglo XIX es la Burlington Arcade en Londres (1819), seguida por las Galerías Reales de San Humberto en Bruselas (1847), el Passage en San Petersburgo (1848). Los casos italianos más fastuosos fueron las de las galerías milanesas Vittorio Emanuele II (1877), en Milán, y la Umberto I (1891), en Nápoles.
Otra modalidad que surgió por esos tiempos e influyó en las galerías porteñas fue la de la gran tienda por departamentos. El primer caso fue el de Bainbridge de Londres (1849), seguido por Le Bon Marché de París (1852) y Harrods también en Londres (1849).

### Las galerías porteñas clásicas

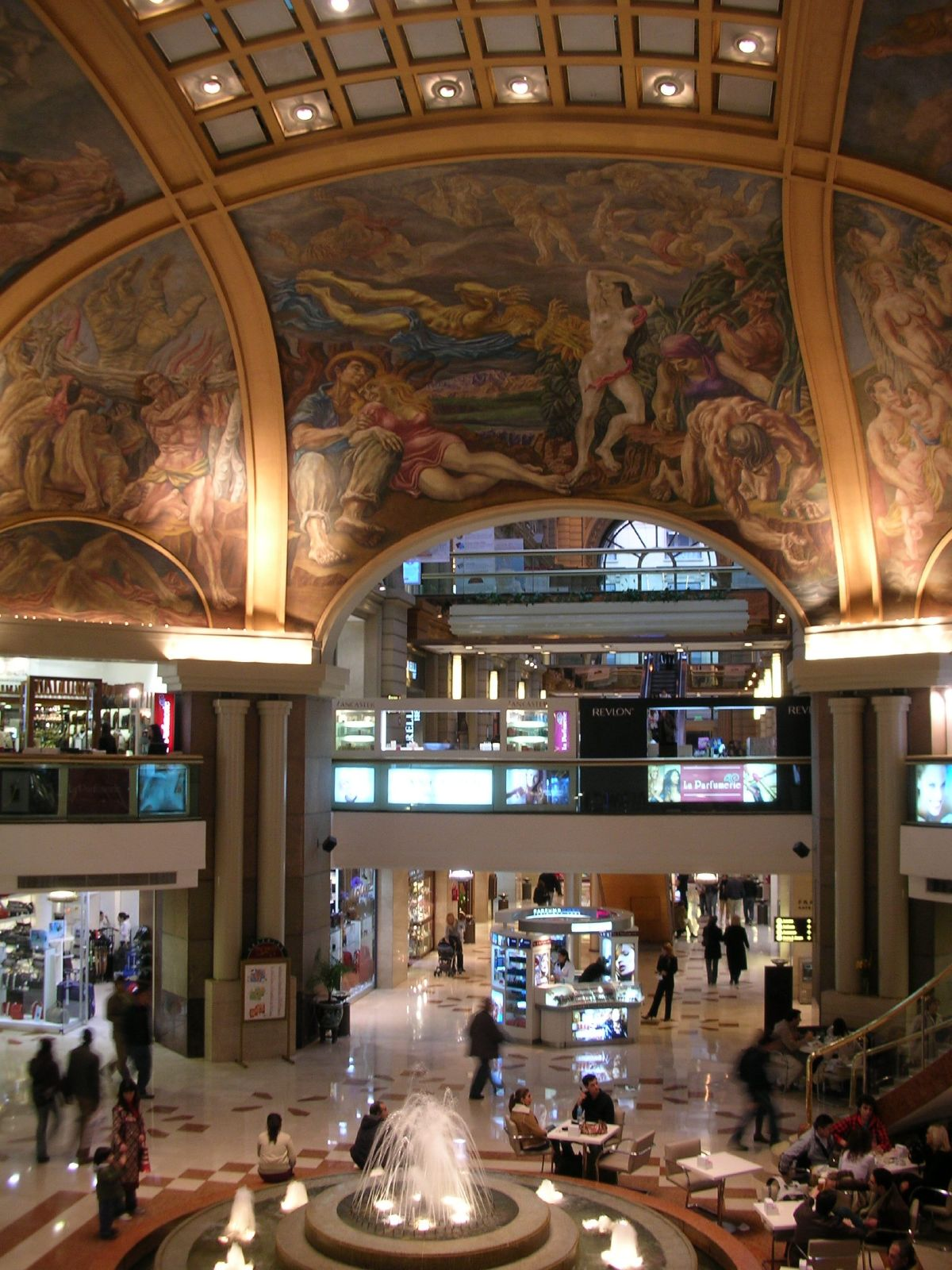
Las Galerías Pacífico.

Quizás el primer proyecto de galería como tal en Buenos Aires haya sido el de las Tiendas Bon Marché Argentina, proyectadas hacia 1888 por el ingeniero Emilio Agrelo y el arquitecto parmesano Roland Le Vacher. Se trataba de una tienda por departamentos, pero resulta una galería en la medida en que poseía dos pasajes internos que la atravesaban, con la luz del sol, pero techados con una estructura de vidrio (característica inspirada en la Vittorio Emanuele II). La idea original de grandes tiendas nunca pudo concretarse, y el edificio pasó a ser sede del Museo Nacional de Bellas Artes en 1896. En concreto, recién en 1945 su propietario de entonces, el Ferrocarril Buenos Aires al Pacífico, contrató al estudio de los arquitectos Aslan y Ezcurra para reflotar la sección comercial. Y así surgieron las Galerías Pacífico. En 1989, el edificio fue remodelado y transformado en un centro comercial.
Otro caso pionero es el de la Galería General Güemes, proyecto de los emprendedores Emilio San Miguel y David Ovejero, diseñada por Francesco Gianotti en 1913 e inaugurada el 15 de diciembre de 1915. Consta de un único pasaje que une las calles Florida y San Martín, y un gran bloque de 14 pisos conformado por 5 cuerpos de gran altura para esa época.

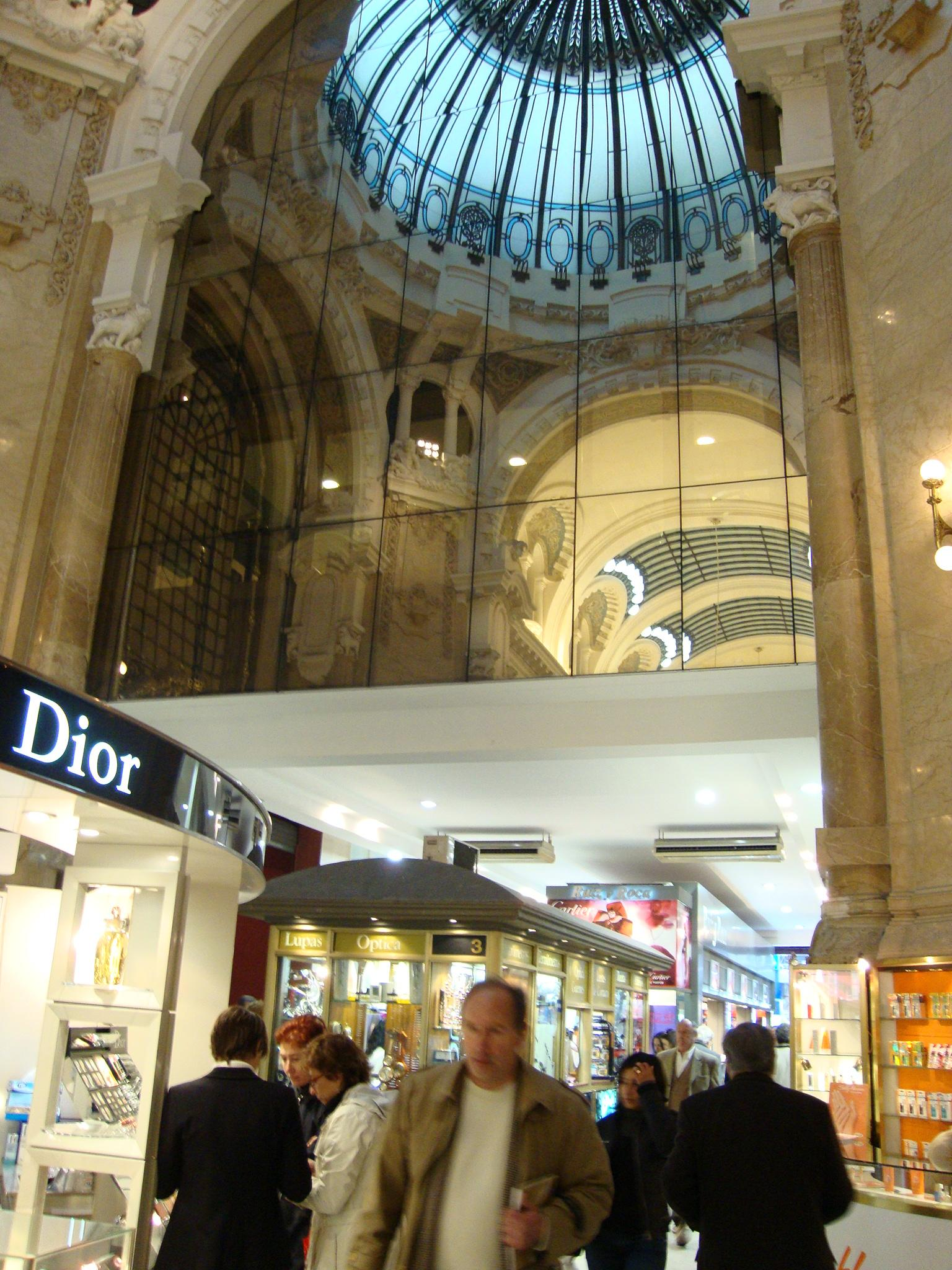
La Galería Güemes.

Por otro lado, los hermanos Ángel y Pascual Roverano poseían desde 1878 una casa cuyos cuartos alquilaban, y que tenía un pequeño pasaje comercial de 50 metros, sin salida. Con la apertura de la Avenida de Mayo, los fondos del edificio fueron demolidos, y la construcción de uno nuevo comenzó hacia 1912. El Pasaje Roverano actual, proyecto de Eugenio Gantner, fue inaugurado en 1918 y representa una breve galería comercial, pero de estratégica ubicación, e innovaciones como conexión directa con el subterráneo.
El empresario Luis Barolo encargó a su compatriota italiano Mario Palanti la construcción de un rascacielos en la Avenida de Mayo, en 1919. El edificio, de 100 metros de altura, fue inaugurado en 7 de julio de 1923 y se lo llamó Palacio Barolo. Fue destinado a oficinas, y en la planta baja posee una galería que no está en funcionamiento en la actualidad.

### La evolución de las galerías

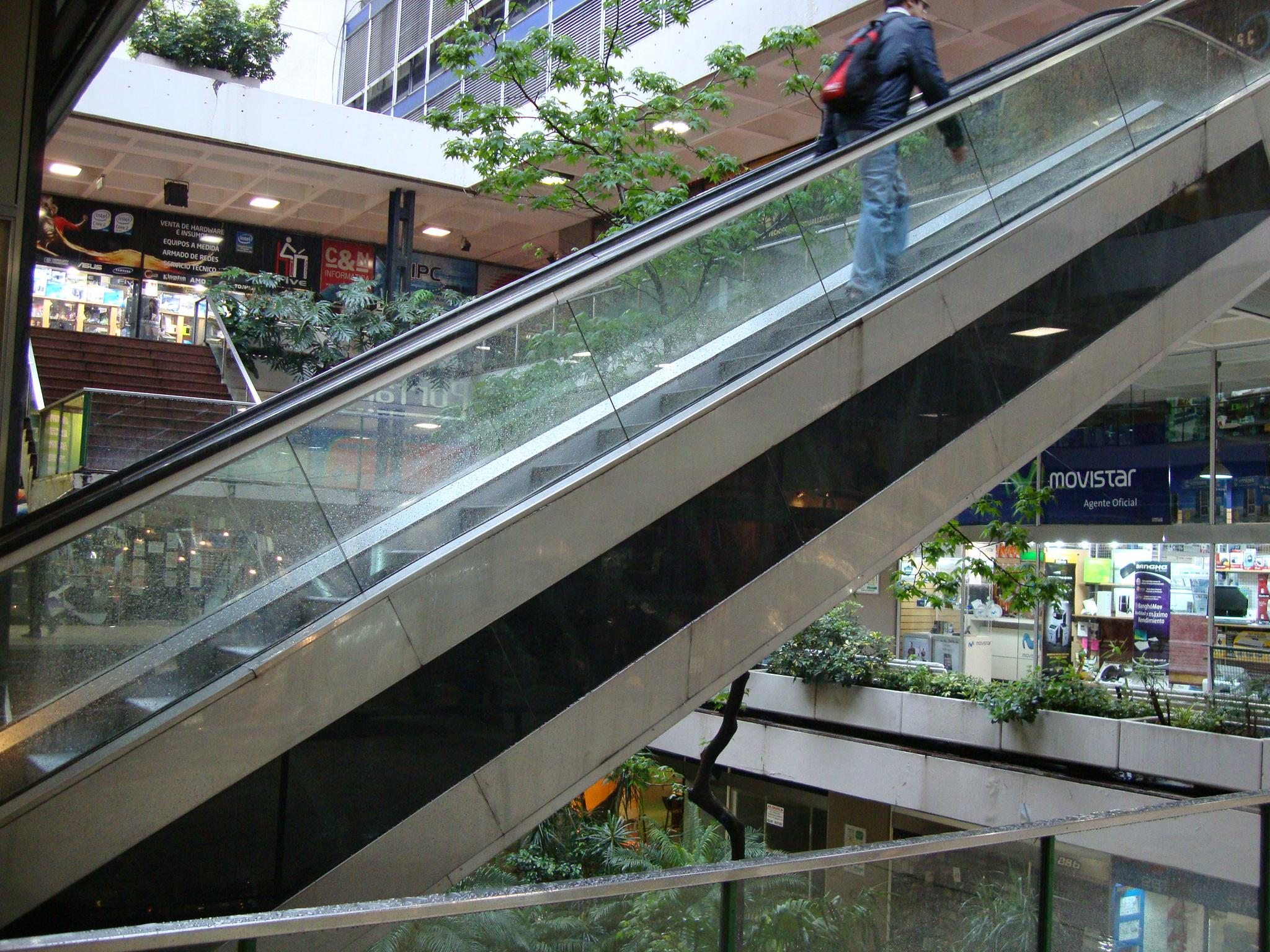
La Galería Jardín.

En las década de 1950 la figura de las galerías tomó un nuevo protagonismo en la arquitectura y el comercio de Buenos Aires. En 1948 había sido sancionada la Ley de Propiedad Horizontal, permitiendo la construcción de una gran cantidad de edificios y torres para una gran cantidad de propietarios.
El auge de la construcción llevó a la concentración de personas en zonas que resultaron favoritas para establecer barrios de edificios modernos y torres, como Belgrano, Caballito y Barrio Norte. Con este nuevo estilo de edificación, la galería comercial resultó nuevamente atractiva, ya que las avenidas de estos barrios se volvieron grandes polos comerciales con numeroso público.
Avenidas como Rivadavia (en Caballito), Cabildo (en Belgrano), Santa Fe (en Barrio Norte) o Corrientes (en el Microcentro) resultaron las arterias en donde más se desarrollaron este tipo de edificios, aunque en el caso de la Av. Corrientes se trató principalmente de edificios de oficinas, ya que se trata de la city financiera de la ciudad. Quizás la más conocida de todas sea la Galería Bond Street.

### Actualidad

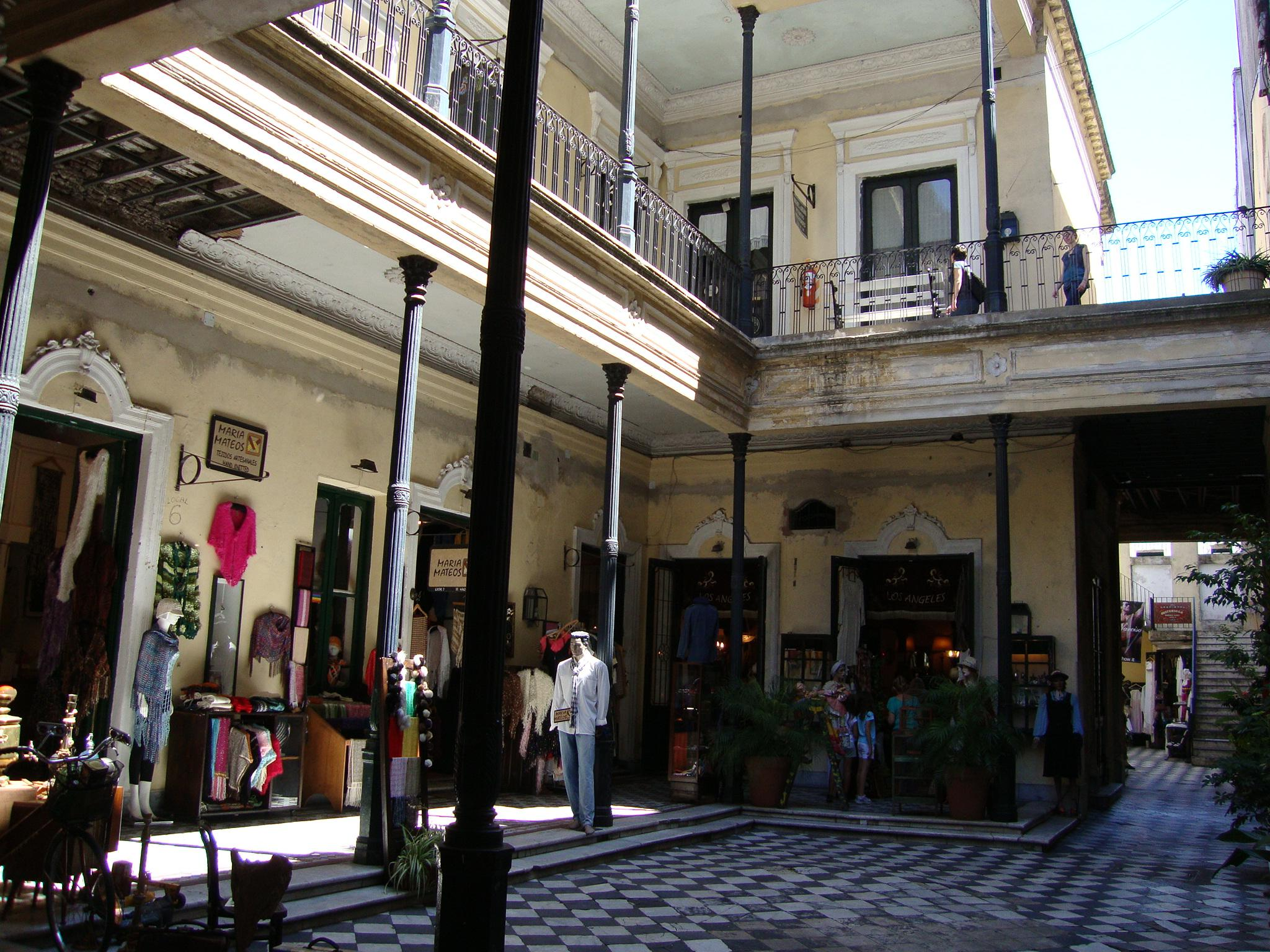
El Pasaje de la Defensa.

Hacia la década de 1970 una zona en donde proliferaron las galerías de diseño moderno fue la de la calle Florida, principal arteria peatonal de Buenos Aires. Se instalaron tanto en lotes propios como en las plantas bajas de torres y edificios de oficinas. Quizás la más importante sea la Galería Jardín, proyectada por el estudio de Mario Roberto Álvarez en donde antes se alzaba la sede social del Jockey Club. El complejo combinó una amplia serie de pasajes en planta baja y un entrepiso, con plantas y jardines y al aire libre, con dos torres (una de viviendas y otra de oficinas). Otras galerías del momento fueron la Galería Florida y la Galería del Caminante.
El último aspecto que han desarrollado las galerías se puede ver en el barrio de San Telmo, principalmente, en donde la moda turística y la revalorización del mismo como zona histórica de aspecto antiguo dio lugar a la aparición de pequeñas galerías especializadas en antigüedades, y en general instaladas en antiguos conventillos de fines del siglo XIX en la calle Defensa. Algunas de ellas son el Pasaje de la Defensa y El Solar de French.